# Sheila Vand
Sheila Vand, född 27 april 1985 i Los Angeles i Kalifornien, är en amerikansk skådespelerska och performancekonstnär. Hon är känd för att ha medverkat i Ben Afflecks Oscarsvinnande film Argo från 2012. Hon har också medverkat i andra projekt, såsom den Ana Lily Amirpour-regisserade filmen A Girl Walks Home Alone at Night, som hade premiär under år 2014.

## Filmografi (i urval)

### Filmer
- 2012 – Argo
- 2014 – A Girl Walks Home Alone at Night
- 2015 – Camino
- 2016 – Whiskey Tango Foxtrot
- 2016 – Holidays
- 2016 – Jimmy Vestwood: Amerikan Hero
- 2017 – XX
- 2017 – 68 Kill
- 2018 – We the Animals
- 2018 – Prospect
- 2019 – Triple Frontier
- 2020 – The Wave
- 2020 – The Rental

### TV-serier
- 2007 – Life (TV-serie)
- 2014–2015 – State of Affairs (TV-serie)
- 2015 – Bojack Horseman (TV-serie) (röst)
- 2015 – Minority Report (TV-serie)
- 2017 – 24: Legacy (TV-serie)
- 2018 – The OA (TV-serie)
- 2019–2022 – Undone (TV-serie)
- 2020–2022 – Snowpiercer (TV-serie)